# Marcus Krüger
Marcus Krüger (ur. 27 maja 1990 w Sztokholmie) – szwedzki hokeista, reprezentant Szwecji, dwukrotny olimpijczyk.
Jego ojciec Peter (ur. 1965) i brat Måns (ur. 1992) także zostali hokeistami.

## Kariera
- Hammarby IF U16 (2004-2005)
- Stockholm 1 (2005-2006)
- Djurgården J18 (2006-2008)
- Djurgården J20 (2006-2009)
- Djurgården (2009-2011)
- Chicago Blackhawks (2011-2017)
  -  Rockford IceHogs (2012-2013)
- Carolina Hurricanes (2017-2018)
- Arizona Coyotes (2018-2019)
- ZSC Lions (2019-)

Wychowanek klubu Huddinge IK. W drafcie NHL z 2009 został wybrany przez Chicago Blackhawks. Od 2010 formalnie zawodnik klubu. W marcu 2011 trafił tam na stałe. Następnie kilkakrotnie przekazywany do klubu farmerskiego, Rockford IceHogs. W lipcu 2012 przedłużył kontrakt z Chicago Blackhawks o dwa lata, we wrześniu 2015 o rok, a w marcu 2016 o trzy lata. Od lipca 2017 zawodnik Vegas Golden Knights, beniaminka w NHL, po czym niezwłocznie został przetransferowany do Carolina Hurricanes. Od maja 2018 zawodnik Arizona Coyotes. W lipcu 2019 przeszedł do szwajcarskiego ZSC Lions, podpisując dwuletni kontrakt.
Uczestniczył w turniejach mistrzostw świata 2011, 2012, 2017, 2019, zimowych igrzysk olimpijskich 2014, 2022, Pucharu Świata 2016.

## Sukcesy
Reprezentacyjne
- Srebrny medal mistrzostw świata juniorów do lat 20: 2010
- Srebrny medal mistrzostw świata: 2011
- Srebrny medal zimowych igrzysk olimpijskich: 2014
- Złoty medal mistrzostw świata: 2017

Klubowe
- Srebrny medal mistrzostw Szwecji: 2010 z Djurgården
- Mistrzostwo dywizji NHL: 2013 z Chicago Blackhawks
- Mistrzostwo konferencji NHL: 2013 z Chicago Blackhawks
- Presidents’ Trophy: 2013 z Chicago Blackhawks
- Clarence S. Campbell Bowl: 2013, 2015 z Chicago Blackhawks
- Puchar Stanleya: 2013, 2015 z Chicago Blackhawks

Indywidualne
- Elitserien 2009/2010: pierwsze miejsce w klasyfikacji kanadyjskiej wśród juniorów: 31 punktów
- Mistrzostwa Świata w Hokeju na Lodzie 2012/Elita: pierwsze miejsce w klasyfikacji zwycięskich goli: 2 gole (ex aequo)
- Hokej na lodzie na Zimowych Igrzyskach Olimpijskich 2022 – turniej mężczyzn: pierwsze miejsce w klasyfikacji skuteczności wygrywanych wznowień w turnieju: 68,57%[11]